# Объединённая зерновая компания
АО «Объединённая зерновая компания» (АО «ОЗК», Группа ОЗК) — российская государственная агропромышленная компания, ориентированная на развитие и эксплуатацию объектов инфраструктуры зернового рынка, проведение торгово-закупочной деятельности на внутреннем зерновом рынке и реализацию экспортного потенциала российского зерна.

## История
«Объединённая зерновая компания» создана 20 марта 2009 года в результате преобразования федерального государственного унитарного предприятия «Федеральное агентство по регулированию продовольственного рынка» при Министерстве сельского хозяйства Российской Федерации, основной функцией которого являлось осуществление мер государственного регулирования зернового рынка.
До 2009 года компания называлась ОАО «Агентство по регулированию продовольственного рынка».
Указом Президента РФ от 20.03.2009 № 290 "Об открытом акционерном обществе «Объединённая зерновая компания» компания включена в перечень стратегических организаций.
На основании решения годового общего собрания акционеров (протокол от 28.09.2015 № 13) 5 ноября 2015 года в ЕГРЮЛ внесена запись о новом наименовании общества — "Акционерное общество «Объединенная зерновая компания».
В апреле 2021 года АО «ОЗК» объявила об изменении фирменного стиля компании.
В декабре 2022 года компания заявила о планах по строительству  на российских верфях 14 морских судов для перевозки зерна, первый из которых может быть спущен на воду не ранее 2026 года, и приобретению до 2025 года пяти сухогрузов на международном вторичном рынке.

## Активы
Активы компании включают:
Мощности по хранению зерна: 9 элеваторов и хлебоприемных предприятий с общей паспортной емкостью хранения 720 000 тонн.
Мощности по переработке зерна: 3 перерабатывающих предприятий мощностью 490 000 тонн в год.
Мощности по перевалке: 2 портовых терминала мощностью перевалки 7,8 млн тонн зерна в год.

## Собственники
Акционерами АО «Объединённая зерновая компания» являются:
- Российская Федерация в лице Федерального агентства по управлению государственным имуществом — 50 % плюс одна акция;
- ООО «Деметра-Холдинг» — 50 % минус одна акция[10].

## Руководство
- 2009—2012 гг. Левин, Сергей Львович
- 2012—2013 гг. Поляков, Сергей Владимирович
- 2013 год Савченко, Светлана Николаевна
- 2013—2014 гг. Гукасян, Арам Эдикович
- 2014—2016 гг. Игумнова, Алёна Мирославовна
- 2016—2017 гг. Шайдаев, Марат Магомедович
- 2017—2018 гг. Кийко, Михаил Юрьевич
- 2018—2019 гг. Королев, Сергей Валериевич
- С 2019 года Сергеев, Дмитрий Геннадьевич[11][12]. С 2018 по 2019 год — заместитель Министра сельского хозяйства Российской Федерации[13].

## Правовые основания деятельности
Открытое акционерное общество «Объединённая зерновая компания» образовано в соответствии с Указом Президента Российской Федерации от 20 марта 2009 года № 290 "Об открытом акционерном обществе «Объединённая зерновая компания». Распоряжением Правительства Российской Федерации от 23 января 2003 года № 91-р ОАО «Объединённая зерновая компания» включено в специальный перечень открытых акционерных обществ, в отношении которых определение позиции акционера осуществляется Правительством Российской Федерации, Председателем Правительства Российской Федерации или по его поручению Заместителем Председателя Правительства Российской Федерации. Указом Президента Российской Федерации от 04.08.2004 г. № 1009 «Об утверждении перечня стратегических предприятий и стратегических акционерных обществ» ОАО «Объединённая зерновая компания» включено также в перечень стратегических организаций Российской Федерации.

## Стратегические цели и задачи компании
Стратегическими целями и задачами Компании на внутреннем и мировом зерновых рынках являются:
- Развитие инфраструктуры российского зернового рынка.
- Реализация экспортного потенциала российского зерна.
- Использование потенциала Компании в регулировании внутреннего зернового рынка.

Реализация вышеуказанных приоритетных направлений деятельности предусмотрена в Долгосрочной программе развития АО «ОЗК» на 2015—2020 гг.

### Развитие инфраструктуры зернового рынка
Ключевым стратегическим направлением развития Акционерного общества «Объединенная зерновая компания» (АО «ОЗК») является формирование инфраструктурной платформы, которая позволит обеспечить условия для увеличения производства российской сельхозпродукции. Основополагающий принцип деятельности АО «ОЗК» — обеспечение и сохранение баланса между выполнением функций проводника государственной политики в области развития элеваторных мощностей, транспортной и портовой инфраструктуры внутреннего рынка зерна, а также увеличения экспортного зернового потенциала РФ и достижением коммерческих целей компании. Достижение цели развития инфраструктуры зернового рынка происходит за счет:
- Развития элеваторных мощностей.
- Развития портовых перевалочных мощностей.
- Оптимизации системы логистики.

### Реализация экспортного потенциала
Приоритетными задачами компании являются увеличение объемов торгово-закупочной деятельности на зерновом рынке РФ и реализация экспортного потенциала Российской Федерации путем построения современной экспортно-ориентированной зерновой логистической инфраструктуры от сельхозтоваропроизводителя до конечного потребителя.

## Интервенционный фонд зерна
АО «Объединенная зерновая компания» является единственным государственным агентом по проведению закупочных и товарных интервенций на рынке зерна, главная цель которых:
- Обеспечение национальной продовольственной безопасности;
- Поддержка отечественных сельхозпроизводителей;
- Стимулирование развития сельского хозяйства.

Мероприятия по проведению государственных закупочных интервенций сельскохозяйственной продукции осуществляются АО «ОЗК» по поручению Минсельхоза России.
АО «ОЗК» на протяжении более 20 лет выполняет функции государственного агента по проведению закупочных и товарных интервенций. С 2001 года в ЗФИФ закуплено более 17 млн тонн зерна.
В рамках запланированных в 2022 году закупок зерна и сахара в интервенционный фонд до 2024 года предполагается сформировать неснижаемый запас зерна ЗФИФ в размере 3 млн тонн, а также 250 тыс. тонн сахара.